# José Garrido
Pour les articles homonymes, voir Garrido (homonymie).
José Garrido, de son nom complet José António da Rocha Garrido est un footballeur et entraîneur portugais né le 11 juillet 1960 à Luanda en Angola portugais et mort le 9 novembre 2024. Il a principalement évolué au poste de défenseur central.

## Biographie

### Joueur
José Garrido commence sa carrière au club de Monção, où il joue de 1977 à 1982. Ses performances lui permettent de rejoindre le Gil Vicente FC en 1982. Durant quatre saisons, il participe à 10 matchs et inscrit un but, marquant ainsi le début de son parcours en première division portugaise.
En 1986, il signe avec le GD Chaves, où il joue 58 matchs et inscrit deux buts sur deux saisons. Ses solides prestations en défense attirent l’attention des grands clubs portugais.
En 1988, il rejoint le prestigieux Benfica Lisbonne. Bien qu’il ne reste qu’une saison au club, il y remporte le championnat du Portugal en 1988-1989. José Garrido dispute 17 matchs et marque 3 buts durant cette saison.
Après son passage au Benfica, José Garrido rejoint le Boavista FC, où il évolue pendant quatre saisons. Avec 86 matchs joués et 3 buts inscrits, il devient un pilier de la défense. Durant son passage au club, il remporte la Supercoupe du Portugal en 1992.
En 1993, il rejoint le FC Famalicão, où il dispute 23 matchs et marque un but. Il termine sa carrière professionnelle au CD Aves, jouant 53 matchs entre 1994 et 1996.

### Entraîneur
Après sa carrière de joueur, José Garrido devient entraîneur. Il commence comme adjoint au CD Aves avant de diriger plusieurs clubs et sélections. Il a notamment entraîné en Malaisie, au Koweït, au Barhein, et en Arabie saoudite.
En 2016, il devient coordonnateur technique de la sélection nationale du équipe du Gabon.

## Palmarès

### Joueur
Benfica Lisbonne
- Championnat du Portugal :  
  - Vainqueur : 1988-89

 Boavista FC
- Supercoupe du Portugal :  
  - Vainqueur : 1992

### Entraîneur
Al-Batin
- Championnat d'Arabie saoudite de D2 :  
  - Vainqueur : 2019-20

 Al Riffa SC
- Coupe du Bahreïn :  
  - Vainqueur : 2009-10

 Dhofar Club
- Coupe d'Oman :  
  - Vainqueur : 2011-12